# L'archipel
De L'archipel is een kantoorwolkenkrabber in aanbouw in de zakenwijk La Défense in de buurt van Parijs, Frankrijk (precies in Nanterre). De toren is geopend omstreeks het voorjaar van 2021 en is 106 meter hoog.
Het gebouw huisvest het wereldwijde hoofdkantoor van VINCI.